# راینر آرنولد
راینر آرنولد (انگلیسی: Rainer Arnold؛ زادهٔ ۲۱ ژوئن ۱۹۵۰) یک سیاست‌مدار اهل آلمان است.